# Rye (New York, nagyváros)
Rye nagyváros (city) az USA New York államában, Westchester megyében. Lakosainak száma 16 592 fő (2020. április 1.).

## Népesség
A település népességének változása:

| 2010 | 15 720 |
| 2020 | 16 592 |